# Fontenelle, Côte-d'Or
 Fontenelle  là một xã ở tỉnh Côte-d’Or trong vùng Bourgogne, phía đông nước Pháp. Xã Fontenelle, Côte-d'Or nằm ở khu vực có độ cao trung bình 190 mét trên mực nước biển.